# Arnado (Villamartín de Valdeorras)
Arnado (llamada oficialmente San Clemente de Arnado) es una parroquia y un lugar del municipio español de Villamartín de Valdeorras, en la provincia de Orense, Galicia.

## Organización territorial
La parroquia está formada por una entidad de población:
- Arnado

## Demografía
Gráfica demográfica del lugar y parroquia de Arnado según el INE español:
| Gráfica de evolución demográfica de Arnado entre 2000 y 2023 |
|                                                              |
| Datos según el nomenclátor publicado por el INE.             |

## Patrimonio
El Pazo de Arnado o Pazo de Torre Penela es una construcción civil construida por el magistrado y diputado Pedro Sanjurjo Flórez (hijo de Pedro Sanjurjo Pérez, conde de Torre Penela) en la década de 1890. Está construido con perpiaño y techado de pizarra. El recinto incluye una capilla y un terreno de 3 ha entre la construcción y el río Sil, con cedros de Canadá. Fue vendido por la familia de Pedro Iglesias Naya la viuda de Pedro Sanjurjo, Pilar Agudín Bolívar, con la condición de que esta viviría allí hasta su muerte, que aconteció con 105 años. El empresario Manuel Candal quiso usar el edificio como centro geriátrico con la ayuda de la Diputación de Orense, pero el proyecto no salió adelante.